# Feketebérc
Feketebérc (Feketebércz, lengyelül Czarna Góra, szlovákul Čierna Hora, németül Schwarzberg) falu Lengyelországban, az egykori Nowy Sącz, a mai Kis-lengyelországi vajdaságban.

## Fekvése
Zakopánétól 17 km-re északkeletre, Krakkótól 77 km-re délre, a Bialka-folyó jobb partján fekszik.

## Története
A 18. század végén Vályi András így ír róla: „CSARNAGURA. Tót falu Szepes Vármegyében, földes Ura Horvát, és Báró Palotsai Uraságok, fekszik az előbbi hegytöl nem meszsze, Jurgov, és Tribsznek szomszédságokban, határja, mivel hegyes, kősziklás, levegője híves, szeles, és földgyeit a’ záporok járjak, ’s tsak egy nyomása termékeny, de az is leg inkább zabot hoz, a’ negyedik Osztályba tétettetett.”
Fényes Elek 1851-ben kiadott geográfiai szótárában így ír a faluról: „Csernagura, tót falu, Szepes vgyében, a Bialka jobb partján: 384 kath. lak. F. u. b. Palocsay-Horváth. Ut. p. Késmárk.”
1899 előtt Csarnagorának, Csarnagurának vagy Csárnagurának is nevezték. A település a trianoni diktátumig Szepes vármegye Szepesófalui járásához tartozott. Egyike a trianoni békeszerződés aláírása után egy hónappal a belgiumi Spa-ban tartott diplomáciai konferencia által Lengyelországnak ítélt tizennégy szepességi falunak.
1939 és 1945 között a Szlovák Köztársasághoz tartozott.

## Lakossága
1910-ben 695 lakosa volt.
1921-ben 681 római katolikus vallású lakosa volt.
2012-ben 1661-en lakták.